# فواد خلیل
فؤاد خلیل (۱ نوامبر ۱۹۴۰ - ۹ آوریل ۲۰۱۲)، بازیگر مصری بود که بیشتر در نقش‌های کمدی به ایفای نقش پرداخته‌است. او در سال ۱۹۶۱ از دانشکده دندانپزشکی فارغ‌التحصیل شد و برای اولین بار در نمایش سوق آل ظاهر شد. فؤاد در روز دوشنبه ۹ آوریل ۲۰۱۲ در ۷۲ سالگی درگذشت.